# Ramana Maharshi
Venkataraman Iyer, més conegut com a Ramana Maharshi (Tiruchuzhi, 30 de desembre de 1879 - Tiruvannamalai, 14 d'abril de 1950), fou un important mestre espiritual hinduista indi. Pertanyia a la doctrina advaita vedanta ("no dualitat", no hi ha ànimes i Déu, sinó que les ànimes són Déu). Essent un dels religiosos hinduistes més coneguts del segle xx, al costat de Paramahansa Yogananda i Sri Aurobindo. Va viure a la sagrada muntanya Arunachala a Tiruvannamalai (a 170 km de Madrás) a l'estat de Tamil Nadu (Índia). El nucli dels seus ensenyaments va ser la pràctica de l'atman vichara (la indagació de l'ànima).

## Joventut
Ramana Maharshi va néixer amb el nom de Venkata Ramana (‘la que dona plaer a Venkata’, la deessa Lakshmī, consort del déu Vixnu. Veuṅkaṭa és un dels noms del déu Vishnú. Des de jovenve, se l'anomenava maharshi, ‘gran savi’ (sent mahā: ‘gran'; i rishí: ‘savi’).
Va néixer en un llogaret anomenat Tiruchuzhi, prop de Madurai al sud de l'Índia. Quan tenia dotze anys va morir el seu pare, policia de professió. I anà a viure amb el seu oncle a Madurai, on va assistir breument a l'institut American Mission.
Als setze anys, va sentir a algú esmentar la muntanya Arunachala.
Encara que ell no coneixia el significat de la paraula (és el nom d'una muntanya sagrada associada a la divinitat hindú Shivá) només sentir aquest nom va causar un impacte en ell. Aleshores adquirí una còpia del Periyapuranam de Sekkilar, llibre que descriu les vides dels sants shivaístas (adoradors del déu Shivá). Ramana deia que fins llavors era l'única obra religiosa que havia llegit. La seva lectura va despertar certa curiositat pel fenomen religiós, que desconeixia completament.
A mitjans 1896 (als 17 anys), va tenir la seva primera experiència sobrenatural, va ser sobtadament abordat pel sentiment que anava a morir. Es va estirar al terra, convençut de la seva mort, va retenir la respiració i es va dir: «El meu cos està mort, però jo encara visc». Així va aconseguir un espontani atma gñana (‘coneixement de l'ànima’). Es va adonar que ell no era el cos, sinó l'ànima. Alguns autors diuen que va aconseguir el samadhi després de severes penitències, però Ramana va negar sempre aquest extrem: «No vaig tenir període preparatori o purgatiu de cap tipus […] no tenia idea del que era la meditació. […] El ser no és realitzat per l'acció de ningú, sinó precisament quan contenim el nostre desig d'actuar, ens quedem quiets i silenciosos i som el que realment som».

## Deixebles

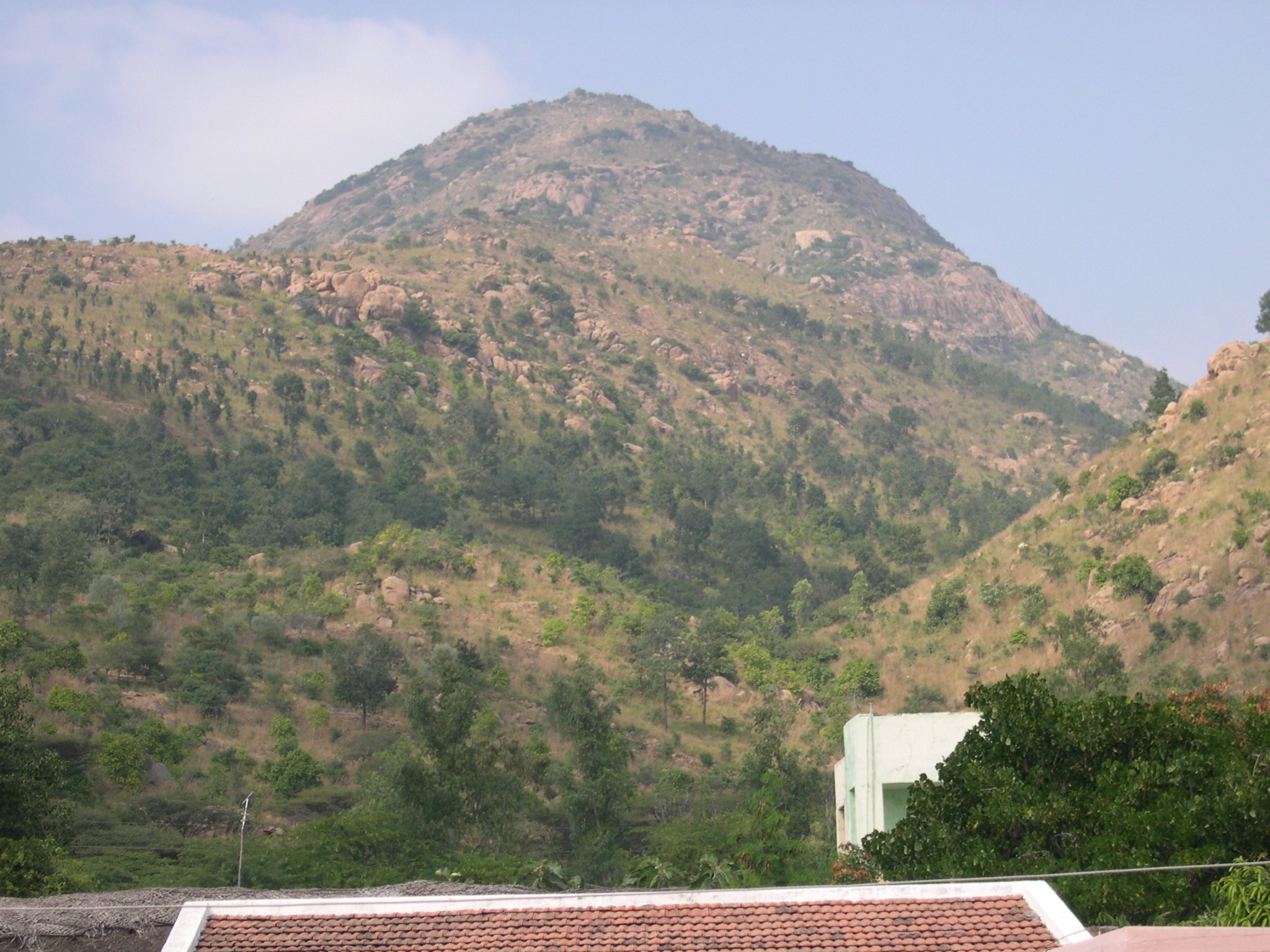
Arunachala (muntanya Aruna).

Va abandonar la seva llar i es va anar traslladar a Tiruvannamalai. Al temple d'Arunachaleshvara (Shivá, ‘el Senyor del pujol Aruna’) va romandre diversos mesos sense menjar: "Deixaven aliments al meu al voltant: llet, fruites, però qui pensar amb menjar?". Ramana creia fermament que la sagrada muntanya Arunachala era el centre espiritual del món. A poc a poc es van acostar persones que desitjaven ser els seus deixebles, captivades pel «petit swami». A partir de 1912 gairebé es van acabar els seus períodes d'absorció perllongada i va portar una vida completament normal. La seva mare anomenada Alagammal es va traslladar al costat del seu fill el 1916. Aleshores Ramana comptava amb molts devots hindús de divers origenens i condicions, entre ells diversos occidentals, com ata en F. H. Humphreys, el major Chadwick, en Paul Brunton, S. Cohen i l'Arthur Osborne, entre d'altres.
El 19 de maig de 1922 va morir la seva mare. Ramana diria sobre aquest importantíssim succés: "Ella no va morir, va ser reabsorbida a la font". Ell explicava que ella durant la seva mort física, havia experimentat mahā samādhi (meditació màxima), i que segurament s'havia alliberat del samsara (el cicle de naixements i morts), aconseguint l'alliberament espiritual total.

## Mort
El 1947 es temia per la seva salut i el 1949 se li va detectar un tumor cancerós en el braç esquerre. Es va sotmetre a diversos tractaments, però cap va donar resultat. Se'l veia indiferent davant la mort. Als seus deixebles que es lamentaven els deia: «Us desanimeu perquè diuen que me'n vaig, però on podria anar, i com?».
Va morir a la seva institució, el Sri Ramana Ashram, a la ciutat de Tiruvannamalai (Índia) el 14 d'abril de 1950, als 70 anys.

## Els seus ensenyaments
Ramana va ensenyar un mètode anomenat atma vichara (autoindagación de l'ànima), en el qual el cercador focalitza la seva atenció contínuament en el «pensament jo» (la base de l'activitat mental), amb la finalitat de trobar el seu origen. Al principi això requereix esforç, però finalment sorgeix una mica més profund que l'ego, i el pensament es dissol en el atman-Brahman (ànima-Déu). Ramana creia amb les paraules del Mandukia upanishad: «Aiam atma brahma» (‘l'ànima és Déu’).

### Espiritualitat índia
Segons Wehr, CG Jung va assenyalar que Ramana Maharshi no s'ha de considerar com un "fenomen aïllat", sinó com una mostra de l'espiritualitat índia, "manifestada de moltes formes en la vida quotidiana de l'Índia".  Segons Zimmer i Jung, l'aparició de Ramana Maharshi com a mauni, un sant silenciós absorbit en samadhi, s'ajustava a les nocions índies preexistents de santedat.  Van situar la devoció índia cap a Ramana Maharshi en aquest context indi.  
Segons Alan Edwards, la imatge popular de Ramana Maharshi com a sant atemporal també va servir per a la construcció d'una identitat índia d'orientació interior i espiritual, en oposició a la cultura opressiva, exterior i materialista dels governants colonials britànics:
| « | Els hindús d'arreu de l'Índia podrien considerar el Maharshi purament espiritual com un símbol que els va inspirar a preservar la seva cultura i identitat nacional distintives, cosa que, per descomptat, va suposar obligar els britànics a abandonar l'Índia. Edwards assenyala la influència generalitzada de l'orientalisme occidental en la percepció de Ramana Maharshi, fins i tot en l'erudició occidental, que tendeix a afavorir aquesta imatge del guru atemporal: "...la beca pot malinterpretar i tergiversar les figures religioses per la manca de reconèixer la presència dels [estereotips orientalistes] i els supòsits, i també per la manca de mantenir la distància crítica quan es tracta de la retòrica de la literatura devocional". | » |

### El xaivisme
Tot i que les respostes de Ramana Maharshi expliquen i incorporen elements de l'Advaita Vedanta, la seva vida espiritual està fortament associada amb el xaivisme. El compendi tàmil de cançons devocionals conegut com a Tirumurai, juntament amb els Vedas, els Shaiva Agamas i Meykanda o Siddhanta Shastras, formen el cànon bíblic de Tamil Shaiva Siddhanta. Quan era jove, abans del seu despertar, Ramana Maharshi va llegir el Periya Puranam, les històries dels 63 sants tàmils. Més tard, va explicar aquestes històries als seus devots:
| « | Quan explicava aquestes històries, solia dramatitzar els personatges de les figures principals amb veu i gestos i semblava identificar-s'hi plenament. | » |

El mateix Ramana Maharshi considerava que Déu, Guru i Jo eren les manifestacions de la mateixa realitat. Ramana Maharshi considerava que el Jo era el seu guru, en la forma de la muntanya sagrada Arunachala,  que es considera la manifestació de Xiva.  Arunachala és un dels cinc principals llocs sagrats shaivite al sud de l'Índia, que es pot adorar a través del mantra "Om arunachala shivaya namah!"  i per Pradakshina, caminant per la muntanya, una pràctica que sovint era realitzada per Ramana Maharshi. Preguntat sobre la santedat especial d'Arunachala, Ramana Maharshi va dir que Arunachala és el mateix Shiva.  En els seus darrers anys, Ramana Maharshi va dir que era el poder espiritual d'Arunachala el que havia provocat la seva autorealització. Va compondre els Cinc himnes a Arunachala com a cançó devocional. En les tres ocasions en què Venkataraman (Ramana) es va referir a si mateix, va utilitzar el nom d'Arunachala Ramana. Ramana Maharshi també solia untar-se el front amb cendra sagrada, com a mostra de veneració.
Més tard, el mateix Ramana Maharshi va arribar a ser considerat com Dakshinamurti,  un aspecte de Xiva com a guru de tot tipus de coneixement i donador de jnana. Aquest aspecte de Xiva és la seva personificació com a consciència, comprensió i coneixement suprems o definitius. Aquesta forma representa Xiva en el seu aspecte com a professor de ioga, música i saviesa, i donant exposició sobre els shastres.

### Coneixement de les escriptures hindús
Durant la seva vida, a través del contacte amb devots educats com Ganapata Muni, Ramana Maharshi es va familiaritzar amb obres sobre Shaivisme i Advaita Vedanta, i les va utilitzar per explicar les seves idees: 
| « | La gent es pregunta com parlo de Bhagavad Gita, etc. Es deu a oïda. No he llegit la Gita ni he recorregut els comentaris pel seu significat. Quan escolto un sloka (vers), crec que el seu significat és clar i ho dic. Això és tot i res més. | » |

Ja l'any 1896, pocs mesos després de la seva arribada a Arunachala, Ramana Maharshi va atreure el seu primer deixeble, Uddandi Nayinar, que va reconèixer en ell l'encarnació viva de les Sagrades Escriptures. Uddandi era versat en textos clàssics sobre ioga i Vedanta, i recitava textos com el Yoga Vasistha i Kaivalya Navaneeta en presència de Ramana Maharshi.
El 1897, Ramana Maharshi es va unir a Palaniswami, que es va convertir en el seu assistent. Palaniswami va estudiar llibres en tàmil sobre Vedanta, com Kaivalya Navaneeta, Vivekachudamani de Shankara i Yoga Vasistha. Tenia dificultats per entendre el tàmil. Ramana Maharshi també va llegir els llibres i els va explicar a Palaniswami.
Ja l'any 1900, quan Ramana Maharshi tenia 20 anys, es va familiaritzar amb els ensenyaments del monjo hindú i del mestre neo-vedanta   Swami Vivekananda a través de Gambhiram Seshayya. Seshayya estava interessat en les tècniques de ioga, i "solia portar els seus llibres i explicar les seves dificultats". Ramana Maharshi va respondre en petits trossos de paper, que es van recollir després de la seva mort a finals dels anys 20 en un llibret anomenat Vichara Sangraham, "Self-enquiry".
Una de les obres que Ramana Maharshi va utilitzar per explicar les seves idees va ser el Ribhu Gita, una cançó al cor del Shivarahasya Purana, un dels 'Shaiva Upapuranas ' o Purana auxiliar pel que fa al culte de Xiva. Una altra obra utilitzada per ell va ser el Dakshinamurti Stotram, un text de Xankara. És un himne a Xiva, que explica Advaita Vedanta.
Ramana Maharshi va donar la seva aprovació a una varietat de camins i pràctiques de diverses religions, amb la seva pròpia upadesa (instrucció o orientació donada a un deixeble pel seu Guru) sempre apuntant al veritable Jo dels devots.

### Advaita Vedanta

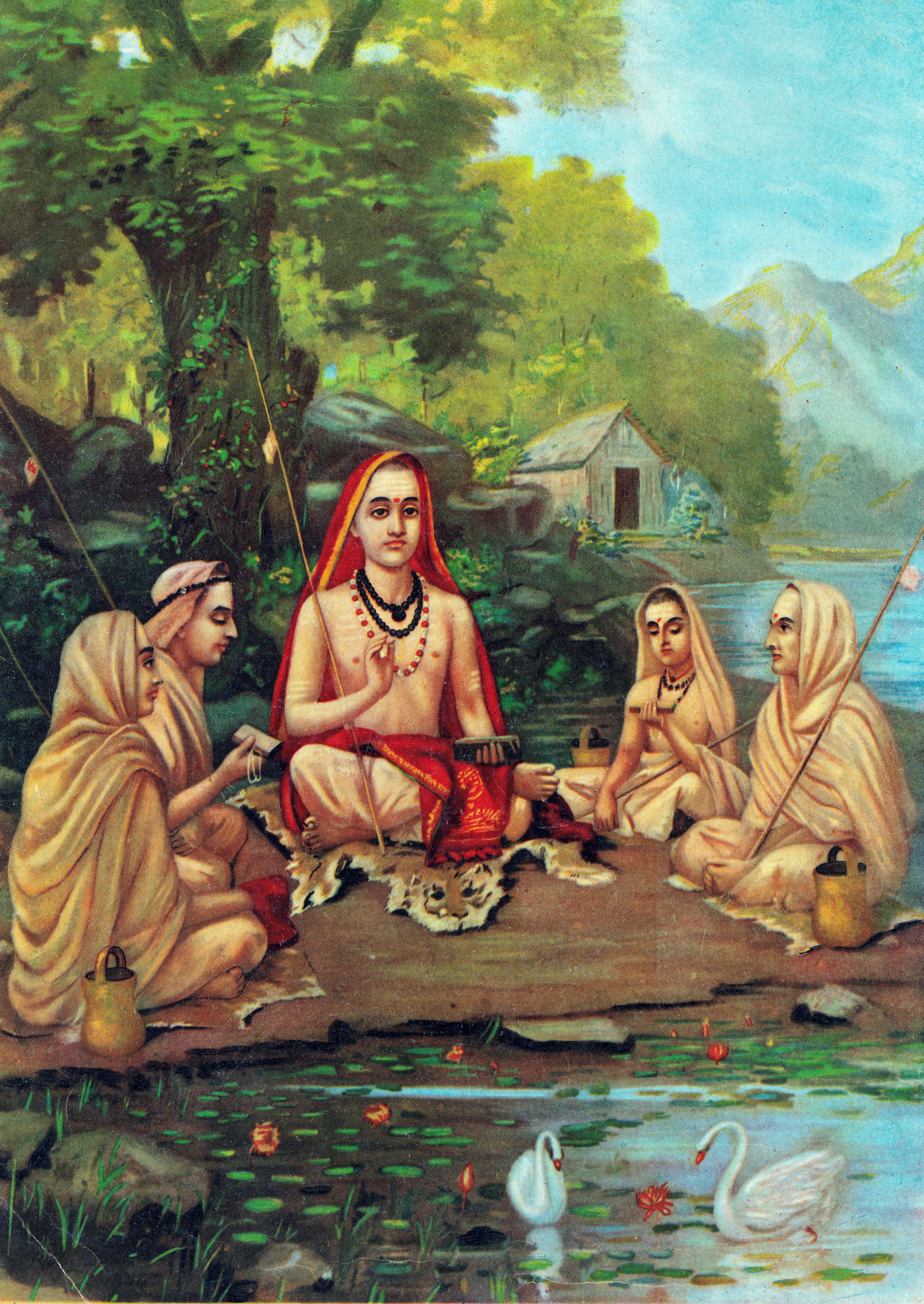
Adi Shankara amb deixebles, de Raja Ravi Varma (1904)

En contrast amb el clàssic Advaita Vedanta, Ramana Maharshi va emfatitzar l'experiència personal de l'autorealització, en lloc de l'argumentació filosòfica i l'estudi de les escriptures. L'autoritat de Ramana Maharshi es basava en la seva experiència personal, a partir de la qual va explicar textos clàssics sobre ioga i Vedanta,  que va conèixer través dels seus devots.  Arvind Sharma qualifica Ramana Maharshi com el principal exponent de l'Advaita experiencial, per distingir el seu enfocament de l'Advaita doctrinal clàssic de Shankara. Fort el classifica com un neo-Vedantin, a causa del focus en l'autoinvestigació en lloc de l'especulació filosòfica. El mateix Ramana Maharshi no va anomenar les seves idees advaita, però va dir que dvaita i advaita són termes relatius, basats en un sentit de dualitat, mentre que el Jo o Ser és tot el que hi ha.
Tot i que l'ensenyament de Ramana Maharshi és coherent i generalment associat amb l'hinduisme, les Upanishads i l'Advaita Vedanta, hi ha diferències amb l'escola tradicional advaitica. Advaita recomana un camí negacionista neti, neti (sànscrit, això no, això no) o afirmacions mentals que el Jo és l'única realitat, com ara "Jo sóc Brahman" o "Jo sóc Ell", mentre que Ramana Maharshi va defensar l'autoinvestigació Nan Yar. En contrast amb el tradicional Advaita Vedanta, Ramana Maharshi va desanimar fortament els devots d'adoptar un estil de vida de renúncia i renunciar a les seves responsabilitats. A un devot que va sentir que havia d'abandonar la seva família, a qui va descriure com "samsara" ("il·lusió"), per intensificar la seva pràctica espiritual, Sri Ramana Maharshi va respondre:
| « | Oh! És així? Què s'entén realment per samsara? És dins o fora? Esposa, fills i altres. Això és tot el samsara? Què han fet? Si us plau, esbrineu primer què s'entén realment per samsara. Després ens plantejarem la qüestió d'abandonar-los. | » |

L'estudiosa de la religió Lola Williamson ha descrit gurus indis com Ramana Maharshi, Meher Baba, Sri Aurobindo i Swami Satchidananda Saraswati com a desenvolupadors de "Moviments de meditació d'inspiració hindú", també anomenats neo-Vedanta i hinduisme modernista.

## Llegat

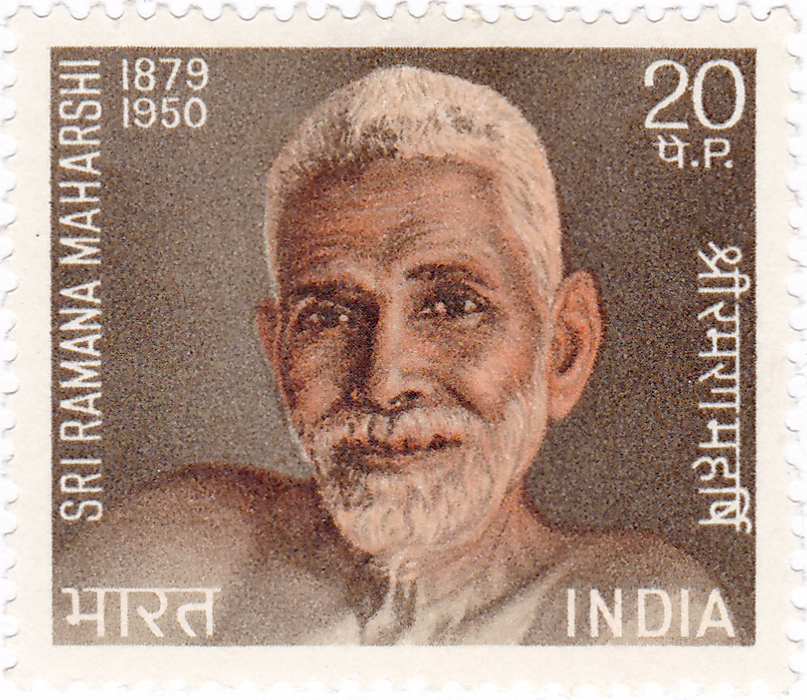
Maharshi en un segell de l'Índia de 1971

Encara que molts afirmen estar influenciats per ell, Ramana Maharshi no es va donar a conèixer com a guru, mai va afirmar tenir deixebles i mai no va nomenar successors. Tot i que es diu que uns quants que van venir a veure'l es van il·lustrar gràcies a l'associació,  no va reconèixer públicament cap persona viva com a alliberada que no sigui la seva mare a la mort. Ramana Maharshi mai va promoure cap llinatge.
Pel que fa a l’Ashram de Sri Ramana, el 1938 Maharshi va fer un testament legal llegant totes les propietats de Ramanashram al seu germà petit Niranjanananda i als seus descendents. El 2013, Ramanashram està dirigit pel net de Sri Niranjananda, Sri VS Raman. Ramanashram està reconegut legalment com un trust religiós públic l'objectiu del qual és mantenir-lo d'una manera que sigui coherent amb els desitjos declarats de Sri Ramana Maharshi. L'ashram ha de romandre obert com a institució espiritual perquè tothom que ho desitgi pugui aprofitar les seves instal·lacions.
A la dècada del 1930, els ensenyaments de Maharshi van ser portats a l'oest per Paul Brunton al seu A Search in Secret India.  Estimulat per Arthur Osborne, a la dècada del 1960 Bhagawat Singh va començar a difondre activament els ensenyaments de Ramana Maharshi als EUA. Ramana Maharshi s'ha popularitzat encara més a l'oest pel moviment neo-Advaita, a través dels estudiants de HWL Poonja;  aquest moviment dóna una reinterpretació occidental dels seus ensenyaments posant l'èmfasi només en la comprensió. S'ha criticat per aquest èmfasi, ometent les pràctiques preparatòries.  No obstant això, Neo-Advaita s'ha convertit en un component important de l'espiritualitat popular occidental.
L'erudit Philip Goldberg ha enumerat els pensadors religiosos occidentals influenciats per Ramana Maharshi com Francis X. Clooney, Georg Feuerstein, Bede Griffiths, Andrew Harvey, Thomas Merton, Henri Le Saux (Swami Abhishiktananada), Eckhart Tolle i Ken Wilber.

## Obra

### Poemes devocionals (bhakti)
- Sri arunachala atchra-raja-malai (garlanda de lletres per a Sri Arunachala).
- Sri arunachala nava-mani-malai (collaret de gemmes per a Sri Arunachala).
- Sri arunachala pathigam (onze estrofes per a Sri Arunachala).
- Sri arunachala ashtakam (vuit estrofes per a Sri Arunachala).

### Poemes doctrinals (gñana)
- Upadesha ulladu (l'essència de la instrucció).
- Ulladu narpadu (quaranta [versos] sobre el real), en llengua tamil.
- Anubandham (suplement de l'anterior).
- Eka atma panchakam (cinc estrofes sobre l'ànima única).

## Traduccions
Va realitzar diverses traduccions dels clàssics, sent molt destacades les de les obres de Shankará Acharia:
- Viveka chudamani.
- Drig drisia viveka.
- Dakshina murti stotra.
- Atma bodha.